# Yuki Hashioka
Yuki Hashioka (23 de enero de 1999) es un deportista de Japón que compite en atletismo. Ganó una medalla de oro en el Campeonato Mundial de Atletismo Sub-20 de 2018, en la prueba de salto de longitud.